# Voo de Coração
Voo de Coração é o primeiro álbum do cantor Ritchie lançado em 1983 pela gravadora Epic Records. Produzido por Vinyl, se mostrou um grande sucesso com fontes estimando suas vendas entre 700 mil até 1,2 milhão de cópias. As faixas de maior destaque do álbum foram "No Olhar", "Menina Veneno", "A Vida tem Dessas Coisas" e "Casanova" (que serviu de tema de abertura da novela Champagne). Na época, foi o disco de estreia brasileiro mais bem-sucedido comercialmente desde Secos & Molhados. Para produzir o álbum, Ritchie contou com a colaboração dos músicos Lulu Santos, Liminha, Lobão e Steve Hackett, ex-guitarrista do Genesis.
Em dezembro de 2008 foi lançada a Edição Comemorativa de 25 Anos. Esta versão foi remasterizada a partir das fitas originais, e traz quatro faixas bonus. Três delas são das sessões originais de 1983, "Baby meu Bem (Te Amo), originalmente o Lado B do primeiro compacto; "Mi Niña Veneno" (versão em espanhol do hit, "Menina Veneno") e "The Letter" (com a letra original, em inglês). A quarta faixa bonus é uma regravação acústica de "Voo de Coração", feita em 2008 com participação de Paulinho Moska.

## Faixas

### LP (1983)
Lado A
1. "No Olhar"
2. "A Vida Tem Dessas Coisas"
3. "Voo de Coração"
4. "Casanova"
5. "Menina Veneno"

Lado B
1. "Preço do Prazer"
2. "Pelo Interfone"
3. "A Carta (The Letter)"
4. "Parabéns pra Você"
5. "Tudo Que Eu Quero (Tranquilo)"

Todas as faixas compostas por Ritchie e Bernardo Vilhena, exceto "Preço do Prazer", composta só por Ritchie, e "A Carta (The Letter)", composta por Thompson.

### CD (2008)
1. "No Olhar"  (Ritchie, Bernardo Vilhena)
2. "A Vida Tem Dessas Coisas"  (Ritchie, Bernardo Vilhena)
3. "Voo de Coração"  (Ritchie, Bernardo Vilhena)
4. "Casanova"  (Ritchie, Bernardo Vilhena)
5. "Menina Veneno"  (Ritchie, Bernardo Vilhena)
6. "Preço do Prazer"  (Ritchie)
7. "Pelo Interfone"  (Ritchie, Bernardo Vilhena)
8. "A Carta (The Letter)"  (Thompson)
9. "Parabéns Pra Você"  (Ritchie, Bernardo Vilhena)
10. "Tudo Que Eu Quero (Tranquilo)"  (Ritchie)
11. "Baby Meu Bem (Te Amo)"  (Ritchie, Bernardo Vilhena)
12. "Mi Niña Veneno (Menina Veneno)"  (Ritchie, Bernardo Vilhena)
13. "The Letter"  (Thompson)
14. "Voo de Coração" - versão acústica 2008  (Ritchie, Bernardo Vilhena)

## Tabelas

### Tabelas anuais
| Tabela musical (1984) | Posição |
| --------------------- | ------- |
| Brasil (Nopem)        | 3       |

## Créditos
Banda
- Ritchie: Vocal / Teclado / Flauta
- Lulu Santos: Guitarra (em "No Olhar" e "Casanova") / E-bow (em "Tudo Que Eu Quero")
- Liminha: Baixo / Guitarra (em "Menina Veneno")
- Steve Hackett: Guitarra (em "Voo de Coração")
- Lauro Salazar: Piano / Sintetizadores (Jupiter8, Prophet10, Rhythm Composer)
- Lobão: Bateria
- Zé Luis: Saxofone
- Chico Batera: Percussão (em "Pelo Interfone")
- Ana Leuzinger: Vocais
- Marisa Fossa: Vocais
- Paulinho Soledade: Vocais
- Sonia Bonfá: Vocais

Produção
- Mixagem: Carlos Eduardo Andrade
- Técnico de Gravação: Anibal e Vitor
- Produção: Vinyl
- Direção Gráfica: Sergio Lopes
- Projeto Gráfico: Gê Alves Pinto
- Fotos: Milton Montenegro

Edição Comemorativa de 25 Anos Remasterizado a partir das fitas originais por Carlos de Andrade, nos Estúdios Visom, Rio de Janeiro
- Fotos livreto: Milton Montenegro
- Capa: Gê Alves Pinto

Faixas bÇonus
Mi Niña Veneno
(banda conforme acima)
"The Letter"
(banda conforme acima)
Baby Meu Bem (Te Amo)
- Liminha: Baixo
- Victor Biglione: Guitarra
- Steve Hackett: Guitarra
- Ritchie: Vocal / Casio MT40
- Zé Luis: Saxofone

Vôo de Coração 2008
- Humberto Barros: Piano
- Paulinho Moska: Violão
- Ritchie: Vocal / Flauta
- Sacha Amback: Sampler e Arranjo de Cordas
- Lui Coimbra: Cello
- Faixa produzida por Humberto Barros e Nilo Romero
- Faixa gravada e mixada por Damien Seth
- Faixa masterizada por Ricardo Garcia
- Uma Produção PopSongs ©2008